# Прапор Дубліна
Прапор Дубліна - офіційний символ Дубліна, столиці Ірландії. 

## Опис
На прапорі Дубліна зображено зелене поле із золотою арфою та три білі палаючі замки з двома вежами у військово-морському кантоні. Золота арфа представляє як Ірландію, так і Ленстер, а три замки, що горять, — герб міста. Зелений та синій — два національні кольори Ірландії. Замок зустрічається на печатках Дубліна із тринадцятого століття.